# 꼬마마법사 레미 (시즌 1)
《꼬마마법사 레미》(일본어: おジャ魔女どれみ 오자마조도레미[*], 거추장스러운 마녀 도레미)는 도에이 애니메이션의 오리지널 애니메이션 시리즈인 꼬마마법사 레미 시리즈의 첫 번째 작품이다.

## 시리즈 소개
친구와의 우정을 테마로 한 작품이며, 1999년 2월 7일부터 2000년 1월 30일까지 걸쳐서 전51화 (4쿨)이 방영되었고, 한국어 더빙판은 2000년 5월 15일 MBC에서 첫 방영된 이후, 투니버스와 퀴니에서 지속적으로 방영된 바 있다.
시리즈 타이틀과 구별하는 의미로 일부스탭에게서〈무인〉이라고 통칭되어서, 2005년에 발행한〈오쟈마녀 도레미 메모리얼 앨범〉에서는〈제1시리즈〉라고 표기되어있다. 차회예고의 결정 대사는〈해피! 럭키! 모두에게 전-해져라!〉(ハッピー! ラッキー! みんなにとーどけ)로, 최종화 예고에서는〈최후의 마법, 모두에게 전-해져라!〉(最後の魔法、みんなにとーどけ!)였다. 오프닝의 변경은 제25화에서, 아이캣치의 변경은 제27화부터 행해졌다.

## 줄거리
얼빠져서 여동생에게도 바보소리를 듣는 자칭〈세계제일불행한 미소녀〉인 초등학교 3학년생 하루카제 도레미(도레미). 마녀를 동경하고, 좋아하는 사람에게 고백할 용기를 마법으로 손에 넣고 싶어했던 그녀는, 이상한 곳에서 진짜 마녀인 마조리카와 만나게 된다.
마녀 개구리가 되어버린 마조리카를 원래대로 돌려놓기 위해서, 도레미는 친구인 후지와라 하즈키(장메이), 세노 아이코(유사랑) (후에는 도레미의 여동생인 하루카제 폿프(도또미)도 합류.)와 함께 초보마법사가 되어서 수행에 힘써간다.
초보마법사으로서 수행을 해나가던 세 사람은, 우연하게도 인간계에 잠복해 있는〈배드아이템〉이라고 하는 것을 찾아낸다. 이것은, 예전에 마법계에서 봉인되었던〈배드카드(악의 카드)〉가 붙은 것으로, 가진 사람의 소원과는 정반대인 불행을 가져온다. 세 사람은 마법계인 여왕님으로부터 악의카드의 회수를 의뢰받게된다.
1기 35화에서는 다른 마녀의 아래에서 초보마법사를 하고 있는 세가와 온푸(진보라)가 등장하고 처음에는 자기중심적으로 행동하며 도레미들과는 달리 마법은 어디까지나 자기 자신을 위해서 사용하고 있던 그녀였지만, 도레미들과의 만남을 통해서 점차 변해간다.
그 후에, 도레미,하즈키,아이코,온푸는 초보마법사의 모든 시험을 클리어하고, 한 번은 마녀가 되었지만, 직후에 반 아이들 전원에게 마녀인 것을 들켜버려서 온푸의 마법으로 반 아이들의 기억을 지웠기 때문에 아무 일없는 것으로 되었지만, 온푸는 금지된 마법을 사용한 것으로 100년의 잠에 빠져버린다. 온푸를 구하는 것은 금지된 마법을 사용해서 벌을 받고 있는 사람을 구하게 되는 것으로 마법계의 금기이나 도레미들은 스스로 마녀로서의 자격박탈과 교환해서 온푸의 눈을 뜨게 하였다.
마법의 힘을 빌리지 않아도, 스스로의 노력으로 소원을 이룰 수 있다. 그녀들은 마녀로부터 보통의 인간 여자아이로 돌아와서, 그리고 절친한 친구가 되었다. 한 편으로 원래 모습으로 돌아갈 방법을 잃은 마조리카는 MAHO당(마법당)을 폐점하고, 도레미들의 요정들과 함께 마녀계의〈마녀개구리의 마을〉로 여행을 떠났다.

## 시리즈 스탭
- 프로듀서：株柳 真司(ABC), 荒井加奈子(ASATUS-DK), 세키 히로미, 蛭田 成一(토에이 애니메이션)
- 원작：토도 이즈미
- 시리즈 감수：山田 隆司
- 각본：栗山 緑, 影山由美, 成田良美, 大和屋暁
- 음악：오쿠 케이이치
- 미술디자인：유키유키에,유키 신조
- 색채설계：辻田 邦夫
- 캐릭터 컨셉디자인：우마코시 요시히코
- 시리즈디렉터：사토 준이치, 이가라시 타쿠야

## 주제가

### 일본
- 여는 곡<오쟈마녀 카니발!! (おジャ魔女カーニバル!!)>

노래 : MAHO당 / 작사 : 大森祥子 / 작곡 : 池毅 / 편곡 : 坂本昌之
- 닫는 곡<분명 내일은 (きっと明日は)>

노래 : 슈우 사에코 / 작사 : 大森祥子 / 작곡 : 茅原万起 / 편곡 : 川崎真弘

### 한국
일본판의 오쟈마녀 카니발!!을 개사한 것으로, 제목은 따로 나온 적이 없다.
오프닝의 Mr은 앞부분만 수정 및 가사는 다시 새로 만들어서 방영했다.

## 각 화별 제목
| 화수 | 부제                                      | 한국방영부제 (MBC / 애니원)                                         | 방영일           |
| ---- | ----------------------------------------- | ------------------------------------------------------------------- | ---------------- |
| 1    | 나 도레미! 견습마녀가 되다!!              | 말썽 꾸러기 레미, 초보 마법사가 되다 / 도레미! 초보 마법사가 되다!! | 1999년 2월 7일   |
| 2    | 나, 하즈키가 되다!                        | 레미, 메이로 변신하다                                               | 1999년 2월 14일  |
| 3    | 전학생은 나니와아이! 아이코 등장          | 레미, 새친구 사랑이를 만나다 / 신기한 전학생! 유사랑 등장           | 1999년 2월 21일  |
| 4    | 모두 견습마녀라면 무섭지 않아             | 다함께 마법사라면 무섭지 않다 / 모두 마법사가 되면 두렵지 않아!     | 1999년 2월 28일  |
| 5    | 신장개점! MAHO당                          | 마법당, 신장개업 / 신장개업! 마법당                                 | 1999년 3월 7일   |
| 6    | 거짓말은 친구의 시작                      | 거짓말은 우정의 시작                                                | 1999년 3월 14일  |
| 7    | 노려라9급! 마녀시험                       | 도전! 9급마법사시험 / 목표는 합격! 9급 마법사 시험                  | 1999년 3월 21일  |
| 8    | 마녀세계로 GO!!                           | 떠나자! 또다시마법계로 / 마법사의 세계로 GO!                        | 1999년 3월 28일  |
| 9    | 어디간거야!? 요정도도                     | 어디갔니? 요정 도도 / 어디 간거야!? 요정 도도                       | 1999년 4월 4일   |
| 10   | 핀치! 선생님에게 들켜버렸다!!             | 위기일발! 선생님께 들켰어요! / 위험해! 선생님께 들켰다!!            | 1999년 4월 11일  |
| 11   | 일찍 일어나는 소녀 마리나와 마음의 꽃다발 | 우정의 꽃밭, 마음은 꽃다발 / 부지런한 소녀 나리와 마음의 꽃다발     | 1999년 4월 18일  |
| 12   | 소중한 셔츠의 소원                        | 형에게 물려받은 소중한 유니폼 / 소중한 유니폼에 담긴 소원           | 1999년 4월 25일  |
| 13   | 모두 불합격!? 8급시험                     | 8급 마법사 시험! 모두 불합격? / 8급 마법사 시험, 단체로 불합격!?    | 1999년 5월 2일   |
| 14   | 웃어서 용서해줘!?                         | 웃기지 못 했다간 큰일나요! / 웃으면 용서해줘!                       | 1999년 5월 9일   |
| 15   | 마조리카 유치원에 가다                    | 마조리카 유치원에 가다!                                             | 1999년 5월 16일  |
| 16   | 사랑을 낚아줄게                           | 사랑의 낚시터 / 사랑을 낚는 낚시터                                  | 1999년 5월 23일  |
| 17   | 야다군은 불량초등학생!?                   | 영호는 불량소년? / 영호는 불량 학생!?                               | 1999년 5월 30일  |
| 18   | 쓰면 안돼! 금지된 마법                    | 금지된 마법은 위험해요! / 금지된 마법! 절대 사용하면 안돼!          | 1999년 6월 6일   |
| 19   | 하즈키 유괴되다!                          | 메이, 유괴당하다!                                                   | 1999년 6월 13일  |
| 20   | 라이벌 등장! MAHO당 대핀~치!!             | 강적 등장! 위기의 마법당! / 라이벌 등장! 마법당의 대위기!           | 1999년 6월 20일  |
| 21   | 마조루카 마법상품은 위험이 가득           | 모조루카 마법상품은 위험해요! / 마조루카의 상품은 너무 위험해!      | 1999년 6월 27일  |
| 22   | 6급마녀의 길은 멀어!?                     | 멀고도 험한 6급 마법사의 길!?                                       | 1999년 7월 4일   |
| 23   | 대역전!? 엉터리마녀의 시련                | 사랑이의 보물, 추억의 하모니카 / 대역전!? 초보 마법사의 시련        | 1999년 7월 11일  |
| 24   | 마조루카 대 6급 엉터리마녀!               | 덤벼라 모조리카! 우리는 6급 마법사! / 마조루카 vs 6급 마법사들!     | 1999년 7월 18일  |
| 25   | 엉터리마녀 폿프 등장!?                    | 엉터리 마법사 또미 등장! / 꼬마 마법사 또미 등장!?                  | 1999년 7월 25일  |
| 26   | 우리들, 퓨어레인!                         | 우리는 수호 마법사! / 수호 마법사, 퓨어렌!                          | 1999년 8월 1일   |
| 27   | 오야지데가 왔다!?                         | 동글이 아저씨가 나타났다!?                                          | 1999년 8월 8일   |
| 28   | 사랑은 고원의 바람을 타고                 | 사랑은 고원의 바람을 타고                                           | 1999년 8월 15일  |
| 29   | 여름 축제에서 탭을 잃어버렸다!            | 홀연이 사라진 마법의 음반!                                          | 1999년 8월 22일  |
| 30   | 유령과 만나고싶어!                        | 귀신을 만나고 싶어!                                                 | 1999년 8월 22일  |
| 31   | 몽골에서 온 선물                          | 소중한 선물은 뭘까요? / 몽골에서 온 선물                            | 1999년 9월 5일   |
| 32   | 타도 타마키! 학급위원선거                 | 누구를 반장으로 뽑을까요? / 타도 나은서! 치열한 반장선거            | 1999년 9월 12일  |
| 33   | 운동회는 패닉이 가득!                     | 우당탕탕 즐거운 운동회!                                             | 1999년 9월 19일  |
| 34   | 엄마랑 만나고싶어!                        | 보고싶은 엄마 / 엄마를 만나고 싶어!                                 | 1999년 9월 26일  |
| 35   | 전학생은 견습마녀!?                       | 전학을 온 친구도 초보 마법사?! / 전학생도 초보 마법사!?             | 1999년 10월 3일  |
| 36   | 4급시험은 도도도도도!                     | 4급시험은 장애물 경주 / 4급시험은 달려라 달려!                      | 1999년 10월 10일 |
| 37   | 마녀개구리가 가득!                        | 마녀 개구리의 여행 / 마녀 개구리가 나타났다!                        | 1999년 10월 17일 |
| 38   | 료타와 한 밤중의 괴수                     | 한밤중에 나타난 괴물 / 한밤중에 나타난 몬스터                       | 1999년 10월 24일 |
| 39   | 도레미의 그는 중학생!                     | 레미 남자친구는 중학생 / 레미의 남자친구는 중학생!                  | 1999년 10월 31일 |
| 40   | 도레미 낙승? 3급 시험                     | 3급시험은 너무 어려워요 / 3급 시험은 식은죽 먹기?                   | 1999년 11월 14일 |
| 41   | 아버지와 아들, 승리로 향한 한손!          | 아빠와 함께 두는 승리의 한수!                                       | 1999년 11월 21일 |
| 42   | 엉터리마녀, 정의와 싸우다!?               | 마법 삼총사는 정의의용사 / 정의의 용사가 된 꼬마 마법사!?           | 1999년 11월 28일 |
| 43   | 아빠와 불꽃과 눈물의 추억                 | 아빠와 불꽃놀이, 눈물어린 추억 / 아빠와 함께 본 불꽃놀이의 추억     | 1999년 12월 5일  |
| 44   | 여자프로레슬러가 되고싶어!                | 내꿈은 프로 레슬링 선수 / 프로 레슬러가 되고 싶어!                  | 1999년 12월 12일 |
| 45   | 산타할아버지를 도와라!                    | 또미의 크리스 마스 / 산타 할아버지를 구해라!                        | 1999년 12월 19일 |
| 46   | 마녀 숨기기 예대회!                       | 환상의 마술잔치 / 마법계의 장기자랑 대회!                           | 1999년 12월 26일 |
| 47   | 아빠의 맞선                               | 맞선을 막아라!                                                      | 2000년 1월 2일   |
| 48   | 온푸의 메일은 러브레터?                   | 보라 이메일은 연애편지 / 보라가 보낸 러브레터?                      | 2000년 1월 9일   |
| 49   | 아빠와 만난다! 꿈을 태운 특급열차         | 아빠를 따라 꿈을 실은 특급열차 / 아빠를 만나러 가는 꿈의 특급열차!  | 2000년 1월 16일  |
| 50   | 최후의 견습마녀시험                       | 드디어 마지막 마법시험 / 초보 마법사의 마지막 시험                  | 2000년 1월 23일  |
| 51   | 안녕 MAHO당                               | 안녕, 마법당                                                        | 2000년 1월 30일  |

MBC 방영 금지 처분
22화 - 일본 초밥 및 초밥장사 할 때 복장 등장(일본문화)
27화 - 전통옷 등장
29화 - 축제 및 기모노 등장
30화 - 묘 등장
33화 - 국기모양 및 일본식 우산 등장
41화 - 장기 등장
47화 - 설날 및 기모노 등장

## CD/CD드라마
각 시리즈마다 릴리즈 하는 곳이 다르다. 특히 무인 시리즈는 반다이 뮤직이 현재 존재하지 않기 때문에, 대부분이 폐반되었지만 수록곡 대부분이 MEMORIAL CD BOX나 4기의 CD에 수록되었다.
반다이 뮤직에서 발매
OP/ED테마〈오쟈마녀 카니발!!/분명 내일은〉(싱글)
오쟈마녀 CD 클럽
1. 보컬 컬렉션!!
2. BGM 컬렉션!!
3. 해피피 드라마 시어터!!
4. 솔로 보컬 컬렉션 하루카제 도레미 편(맥시 싱글)
5. 솔로 보컬 컬렉션 후지와라 하즈키 편(맥시 싱글)
6. 솔로 보컬 콜렉션 세노오 아이코 편(맥시 싱글)
7. MAHO당의 오쟈마녀 크리스마스 카니발!!

마밸런스 엔터테인먼트 발매
오쟈마녀 도레미 MEMORIAL CD BOX(4매 세트)
콜롬비아 뮤직 엔터테인먼트 발매
BGM컬렉션!! (반다이 뮤직BGM컬렉션!!의 리마 스튜디오 링판)